# Лозгачёв, Георгий Яковлевич
Георгий Яковлевич Лозгачёв-Елизаров (1906, Саратов — 1972, Саратов) — советский писатель, участник Великой Отечественной войны, гвардии капитан. Приёмный сын М. Т. и А. И. Елизаровых.

## Биография
Родился в семье саратовского железнодорожного обходчика (по другим данным, дворника) Якова Ивановича Лозгачёва и его жены Февронии Игнатьевны. Имелись старший брат Игнатий (на 27 лет старше) и две сестры — Александра и Варвара. Был вундеркиндом, в 1912 году усыновлён Марком Тимофеевичем Елизаровым и Анной Ильиничной Ульяновой-Елизаровой (сестрой В. И. Ленина). Проживал в Санкт-Петербурге с новыми родителями, где учился в коммерческом училище. По возвращении В. И. Ленина из эмиграции в 1917 году, Н. К. Крупская подарила ему несколько альбомов в виде обычных тетрадей для рисования, заполненных её собственными рисунками, школьную или студенческую тетрадь по естествознанию, детскую книжечку на русском и польском языках о девочке Ядзе (Наде) старинного издания и чернильницу в виде головы медведя, вырезанную из дерева с вырезанными буквами Geneve (Женева), которые он впоследствии передал в Музей В.И. Ленина.
С 1930-х годов жил в Саратове, где работал сначала следователем, затем инженером. В дальнейшем занимался журналистской деятельностью.
В 1941 году ушёл на фронт. Во время Великой Отечественной войны был ранен и получил инвалидность II группы, до конца жизни ходил с тростью. После войны вернулся в Саратов. Вместе с супругой они проживали в доме на Коммунистической улице.
В 1950-х годах начал писать книги. В 1959 году была выпущена книга его воспоминаний «Незабываемое», где автор вводит в научный оборот материалы из своего личного архива, неизвестные ранее фотографии.
Скончался в 1972 году в возрасте 66 лет. Похоронен на Воскресенском кладбище.

## Награды
- Орден Красной Звезды[3]
- Медаль «За оборону Москвы»[4]
- Медаль «За взятие Вены»[источник не указан 1697 дней]
- Медаль «За освобождение Праги»[источник не указан 1697 дней]

## Публикации
- Лозгачёв-Елизаров Г. Я. Незабываемое. Саратовское книжное издательство, 1959.[5]